# Conflicto afgano-iraní de 2023
El conflicto afgano-iraní se desarrolló el 27 de mayo de 2023, cuando fuerzas talibanes y guardias fronterizos iraníes se enfrentaron a lo largo de la frontera entre Afganistán e Irán entre la provincia afgana de Nimruz y la provincia iraní de Sistán y Baluchistán. Después de un breve enfrentamiento, las dos partes desescalaron la situación.

## Enfrentamientos
La declaración oficial emitida por ambas partes sobre cómo tuvieron lugar los enfrentamientos difirió significativamente, y cada lado culpó al otro. Inayatullah Khwarazmi, portavoz del Ministerio de Defensa afgano, declaró: "Desafortunadamente, hoy, una vez más en las zonas fronterizas del distrito de Kang de la provincia de Nimroz, hubo un tiroteo por parte de soldados iraníes, [y] un conflicto ... estalló". Ghasem Rezaei [fa], subjefe de la aplicación de la ley iraní, declaró: "Sin observar las leyes internacionales y la buena vecindad, las fuerzas talibanes comenzaron a disparar contra el puesto de control de Sasuli ... dibujando una respuesta decisiva".
Según la Agencia de Noticias Tasnim de Irán, los enfrentamientos comenzaron cuando un grupo de narcotraficantes armados intentaron cruzar a Irán, y las fuerzas iraníes dispararon contra ellos. Las fuerzas talibanes locales, sin darse cuenta de lo que estaba sucediendo, asumieron que las fuerzas iraníes los estaban atacando, y se produjo un enfrentamiento. Las fuerzas talibanes intentaron atacar las aldeas fronterizas de Sasuli, Hatam y Makaki, y fueron repelidas.
Las fuerzas de la guardia fronteriza iraní hicieron uso de artillería durante los enfrentamientos, pero negaron las afirmaciones sobre el uso de misiles.

## Reacciones
- Enayatullah Khowarazmi, portavoz del Ministerio de Defensa afgano, declaró: «Desafortunadamente, hoy, una vez más en las zonas fronterizas del distrito de Kong de la provincia de Nimroz, hubo un tiroteo por parte de soldados iraníes, [y] un conflicto (…) estalló».[5]
- Qasem Rezaei, subjefe de la aplicación de la ley iraní, declaró: «Sin observar las leyes internacionales y la buena vecindad, las fuerzas talibanes comenzaron a disparar en el puesto de control de Sasoli (…) dibujando una respuesta decisiva».[5]